# Benton Township (comté d'Andrew, Missouri)
Pour les articles homonymes, voir Benton Township.
Benton Township est un township du comté d'Andrew dans le Missouri, aux États-Unis,. En 2010, le township comptait une population de 1 020 habitants.
Il est baptisé en référence à Thomas Hart Benton sénateur du Missouri.

### Source de la traduction
- (en) Cet article est partiellement ou en totalité issu de l’article de Wikipédia en anglais intitulé « Benton Township, Andrew County, Missouri » (voir la liste des auteurs).